# Вестерхаузен
Вестерхаузен (нем. Westerhausen) — посёлок в Германии, в земле Саксония-Анхальт, входит в район Гарц в составе городского округа Тале.
На 31 декабря 2009 года население составляло 2092 человека. Занимает площадь 17,42 км². 1 сентября 2010 года Вестерхаузен вошёл в состав городского округа Тале в качестве района.

## Географическое положение
Вестерхаузен расположен в северных предгорьях Гарца, между городами Бланкенбург (Гарц) и Кведлинбург. Часть под названием Варнштедт граничит с городом Тале, часть под названием Бёрнекке граничит с городом Бланкенбург, также район граничит с муниципалитетом Харслебен и городом Кведлинбург. Речка Цапфенбах протекает через город с запада на восток. Достопримечательность этой местности — группа скал Кенигштайн.

## История
Доказано, что поселения в районе Вестерхаузена существуют уже 6000 лет.
Для защиты важного перекрестка дорог через озёра и болота Северного Гарца, соединяющих восток — запад и север — юг, на территории нынешнего Вестерхаузена был построен франкский замок со рвом, название которого вскоре перешло ко всему комплексу жилых построек. Собор св. Стефана в Хальберштадте был построен до 827 года.
Первое документальное упоминание было сделано 19 февраля 1046 года в документе, составленном королем Генрихом III в Валльхаузене, в котором он подтверждает пожертвование различных владений маркграфа Эккехарда II Мейсенского, среди которых упоминается Wesderhvson, аббатству Гернроде, имеются свидетельства того, что территория находилась во владении аббатства еще в XIII веке. 20 июля 1064 года в Госларе было сделано еще одно упоминание в документе, в котором король Генрих IV подтвердил пожертвования, сделанные его матерью, императрицей Агнес, включая Witesleib (Веддерслебен) и Westerhvsvn, монастырю св. Петра в Госларе.
С XII века в Вестерхаузене прослеживаются права собственности на эти земли монастырей св. Павла и св. Иоанна в Хальберштадте, а также права Кведлинбургского аббатства. В середине XII века монастырь св. Иоанна и его настоятель Вихман (впоследствии ставший архиепископом Магдебургским) с помощью ряда фламандских семей позаботились о первых мерах по осушению в районе Вестерхаузена. Кведлинбургская привилегия, распространявшаяся на эту территорию, принадлежала духовенству и осуществлялась графами Бланкенбург-Регенштайн до окончания их рода, по окончании этого периода в 1541 году их место было продано двум частным лицам, те же самые обязанности продолжали выполняться как служебный долг, но в 1802 году в Пруссии сюзеренитет Кведлинбургского аббатства окончательно прекратился.
С середины XII века Вестерхаузен принадлежал графам Бланкенбург-Регенштайн, правившим в Хальберштадте, которые устроили там кладовые, затем служебные здания Бланкенбурга, которые были разрушены в 1525 году во время крестьянской войны. Уже в 1523 году Хеннинг Радеке проповедовал в церкви св. Стефана учение Мартина Лютера, с 1530 года Радеке участвовал во внедрении Реформации в графстве. Сама семья графов, которая, в особенности в XVI веке, была обременена значительными долгами и вытекающими из них обязательствами, по политическим причинам не переходила в протестантизм до 1539 года.
После того, как род Бланкенбург-Регенштайн пресекся в 1599 году, территория перешла к герцогам Брауншвейгским. В 1643 году «графство Рейнштайн» перешло к графам Таттенбах, что было прямо подтверждено в Вестфальском мире. Брауншвейги основали здесь свое владение. В 1670 году войска Бранденбургского курфюрста, который с 1648 года был сюзереном, насильственно захватили Вестерхаузен. Ганс Эразм фон Таттенбах был лишен своих владений из-за участия в заговоре венгерского магната против императора Леопольда I. Особенность владения (Рейнштайн)-Вестерхаузен в прусском княжестве Хальберштадт отобразилась на печати того периода. По окружности была расположена надпись SIGEL DES AMBTS WESTERHAUSEN, под княжеской короной был герб из четырех частей с рогом Регенштайна и лежащим скипетром. Попытки Брауншвейгов вернуть себе владение Вестерхаузеном не увенчались успехом. В последний раз Брауншвейг пытался обменять Райнштайн-Вестерхаузен на свои права в Раммельсберге под Госларом в преддверии принятия так называемого Основного решения имперских депутаций 1803 года.
Поселения Вернштедт, Веддерслебен, Тале и Ниенштедт (временно разделенные на части) принадлежали владению Вестерхаузен, а во времена Таттенбахов — также владения Вестербург с городами Рорсхайм, Деделебен, Дирсхайм, Дингельштедт, заброшенный замок Регенштайн, леса и заброшенные поля, суверенитет в отношении крепости Вестербург (вклад рода фон Штайнберг) и частичный суверенитет в отношении города Деренбург (вклад рода фон Вельтхайм), причем Деделебен и Дингельштедт частично принадлежали прусскому владению Шланштедт, а Тале (фон Книгге) и Дирсхайм имели собственные судебные округа. Рыцарский союз Рейнштейн-Таттенбах сформировали фон Хойм (Штекленберг), фон Книгге (Тале), фон Штойбен (Тале), фон Штейнакер (Дирсхайм) и фон Хюнеке (Деделебен).
В прусский период объединенные владения Вестерхаузен, которые были расширены в 1718 году путем приобретения королем Фридрихом Вильгельмом I дворянского владения — крепости (после того, как в 1758 году крепость была разрушена, Регенштайн был присоединен в качестве королевской собственности), а также Штекленберг образовали собственный район Вестерхаузен в княжестве Хальберштадт. Это можно детально увидеть на карте Тобиаса Майера (1750 г., Хоманн-Эрбен, Нюрнберг). В 1808—1813 гг. Вестерхаузен принадлежал кантону Кведлинбург-Ланд (со столицей в Дитфурте) в вестфальском департаменте Заале. С 1815 года Вестерхаузен был административным районом в округе Ашерслебен-Кведлинбург в прусской провинции Саксония. В 1844 году были установлены новые пограничные знаки, отмечающие герцогство Брауншвейгское, которые отдали землю, принадлежащую фермерам Вестерхаузена, муниципалитету Брауншвейга Вестерхаузен и таким образом Пруссии. После того, как Ашерслебен стал городским округом в 1901 году (до 1950 года), Вестерхаузен неизменно принадлежал к району Кведлинбург (до 2007 года), который, однако, в ходе своей истории имел разные размеры и принадлежал к разным районам. В 1913 году прусская казна приобрела части лесного района Эссельшталь.
30 сентября 1928 года округ Вестерхаузен был объединен с сельской общиной Вестерхаузена. С 1 июля 2007 года Вестерхаузен входит в состав района Гарц (округ Хальберштадт).
Во времена ГДР в «Фидлерс Мюле» был построен и оборудован детский оздоровительный лагерь, который был разрушен пожаром.
Празднование 1050-летия поселка в 1987 году было основано на двойной ошибке. При организации ссылались на документ 937 года, который был неверно датирован в Codex Diplomaticus Quedlinburgensis Антона Ульриха фон Эрата, опубликованном в 1764 году. В этом документе Uuesterhuse упоминается как одно из нескольких владений, пожалованных недавно основанному женскому монастырю Кведлинбург. Неправильное датирование и остальные неточности были исправлены уже при уточнении датирования в первом томе издания источников проекта Monumenta Germaniae Historica, дата была заменена на 13 сентября 936 г., но это еще не было известно на подготовительном этапе в 1985/86 г.г. и, следовательно, по организационным причинам празднование не могло быть перенесено на 1986 г. Поэтому торжества, которые были подготовлены значительными усилиями местных предприятий и учреждений, были проведены, как и планировалось изначально, в июле 1987 года, с большим энтузиазмом со стороны населения. Правильное определение местоположения упомянутого в документе от 936 года поселения, а именно Вестерхюзена под Магдебургом, а также аналогичное упоминание в Traditiones Corbeienses (Tr 035 от 822/26), в то время не были известны, но в ходе краеведческих исследований ошибки были исправлены.
1 сентября 2010 года поселение вошло в состав города Тале. До этого оно находилось в подчинении объединенной администрации Тале. Последним мэром был Эберхард Хайнце.

### Памятные места
В церкви св. Стефана установлены мемориальные доски, посвященные памяти жертв Семилетней войны, Битвы народов под Лейпцигом в 1813 году и войн за объединение Германии в 1864, 1866, 1870/71 годах. В 1919 г. после создания комиссии муниципальный совет в 1920 году решил установить на церковной площади в направлении Хауптштрассе военный мемориал в память погибших в Первой мировой войне, который был построен по проекту Эберта фон Цейцмана и Кранца и открыт 16 октября 1921 года. 17 ноября 1996 года были открыты памятные доски, посвященные жертвам Второй мировой войны из Вестерхаузена.
На местном кладбище установлена плита в память об Адаме Рогаченском, который был депортирован из Польши в Германию во время Второй мировой войны и погиб на принудительных работах. Еще одна мемориальная доска посвящена Андре Галису, который был убит в апреле 1945 года во время «марша смерти» в концентрационном лагере Лангенштайн-Цвиберге.
Напротив военного мемориала находится памятный камень к 1050-летию поселения, отмечавшемуся в 1987 году, который был создан Вильгельмом Хартлепом и изображает герб Вестерхаузена, который был действителен с 1973 по 1994 год, но не включает гербового свитка земли Саксония. До 1973 года соответствующий национальный герб всегда был составной частью герба муниципалитетов.

## Галерея

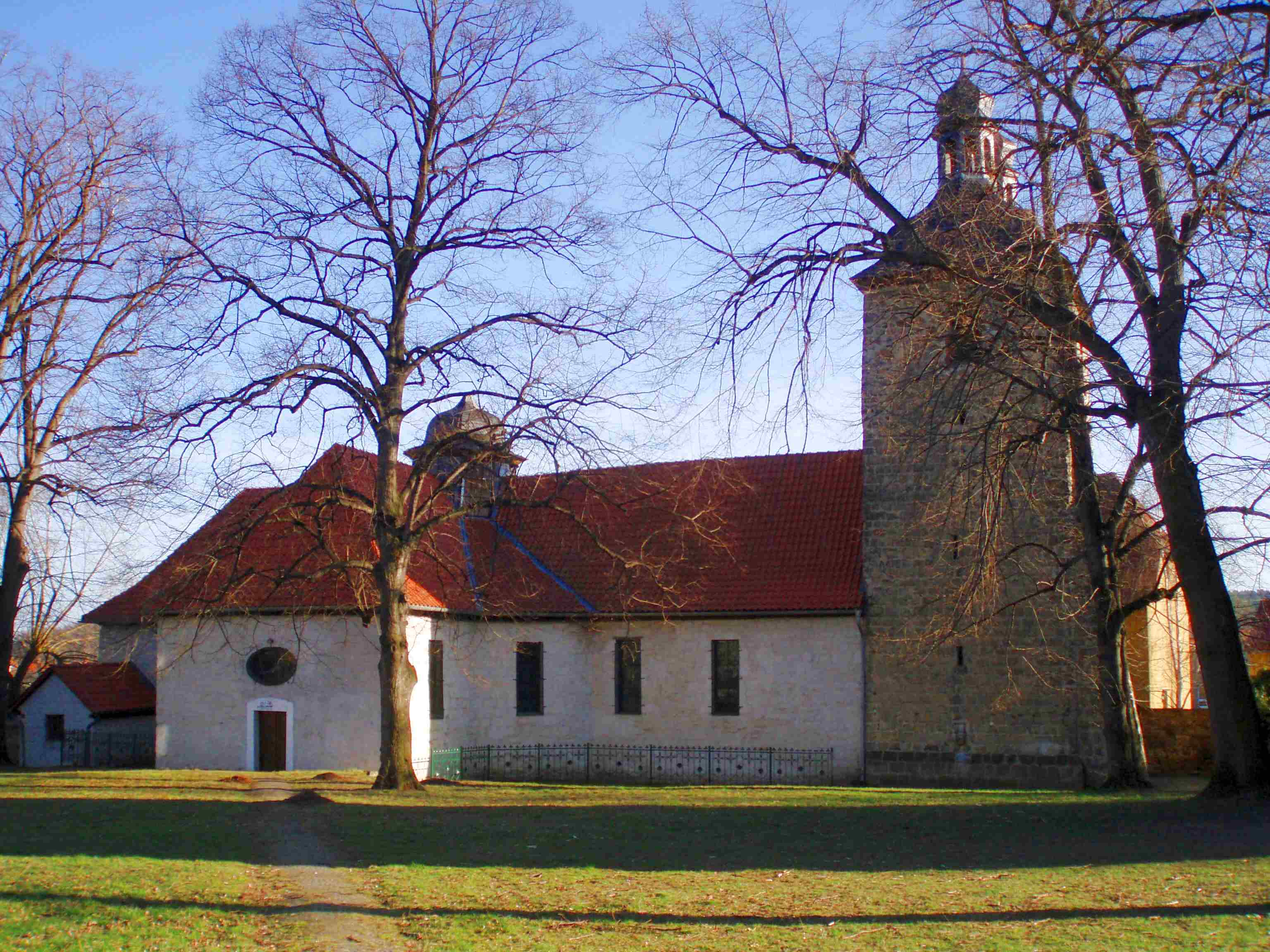
Церковь в Вестерхаузене
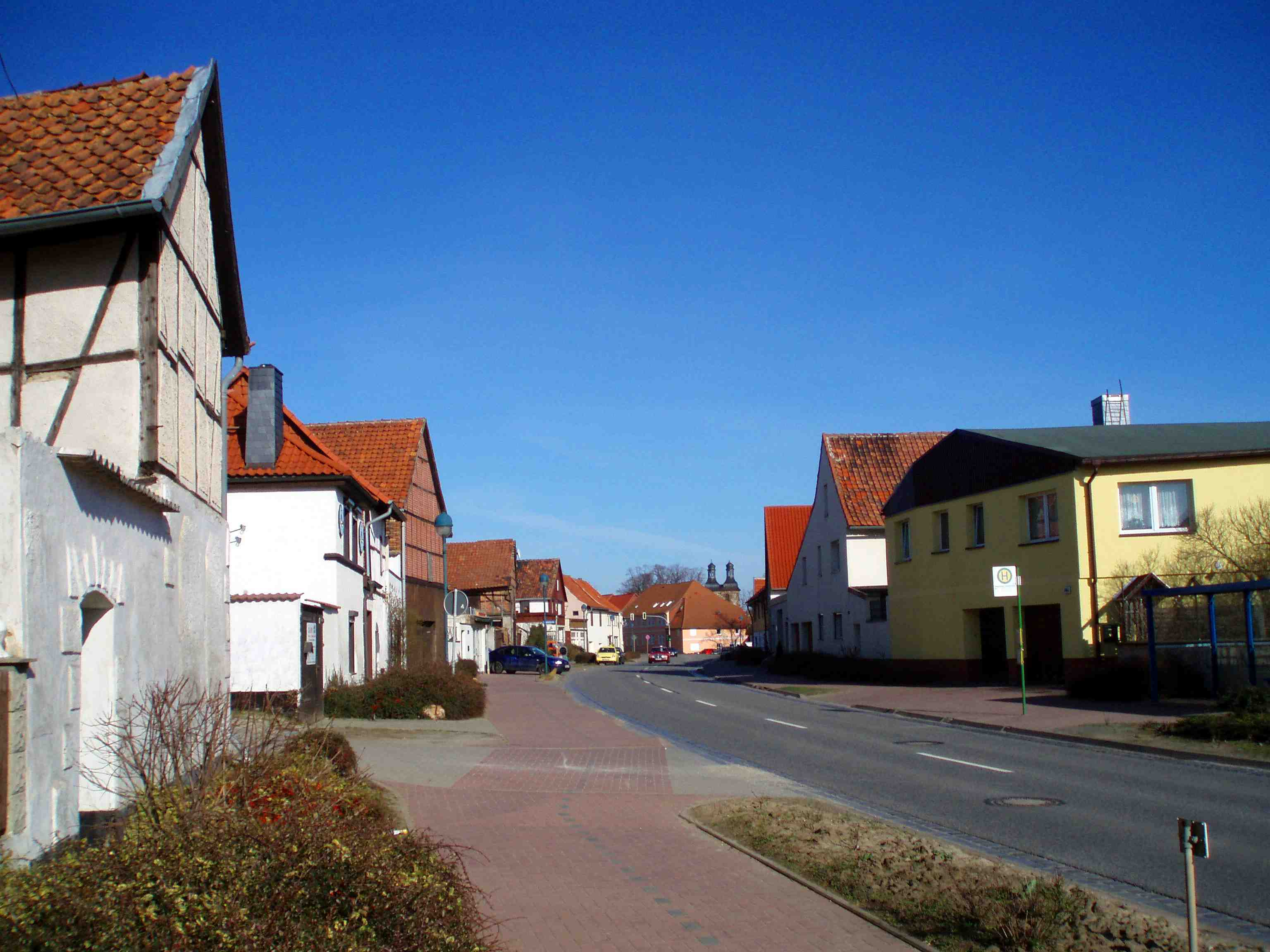
Гаупт-штрассе в Вестерхаузене